# 白建
白 建（はく けん、生年不詳 - 576年）は、北斉の人物。字は彦挙。本貫は太原郡陽邑県。

## 経歴
はじめ大丞相府騎兵曹となり、記録と会計を専門として同局で出世した。天保10年（559年）、中書舎人を兼ねた。乾明元年（560年）、高演が政権を握ると、白建は大丞相騎兵参軍となった。河清3年（564年）、突厥の侵入を受けると、白建は代州と忻州の牧場から細馬数万匹を集めて、五台山の北の柏谷に避難した。突厥の撤退後、勅命を受けて白建の守った馬は定州に送られることになった。馬たちは長らく食を得ておらず、痩せて弱っていたため、遠地に送って多くを死なせてしまうことを恐れ、白建は勅命にそむいて付近の軍人に分け与えた。報告すると、武成帝はこれを許した。武平年間、特進・侍中・中書令に任じられ、高昌郡公に封じられた。武平7年（576年）、死去した。司空の位を追贈された。
唐代中期の詩人の白居易は白建の末裔といわれている。しかし、陳寅恪、姚薇元（武漢大学）、魏長洪（新疆大学）などは白居易は漢人ではなく、胡族の出自だったと主張しており、具体的に、劉学銚（中国文化大学）、林恩顕（国立政治大学）、顧学頡（私立民国大学）などは亀茲に出自をもつと主張している。一方、平岡武夫は陳寅恪らの主張を批判しているが、陳三平（コロンビア大学）は、平岡武夫に再反論し、「白居易が漢人ではないことは常識」として、白居易は自らの出自を白建の系譜に完璧に位置づけたつもりでも、各種史料からは白居易の中央アジア出自を容易に把握でき、白居易のあからさまな出自の捏造は、当時、多くの非漢人の要人が自らの出自を古代中国の有名人の末裔だと主張することが一般的だったことによる、としている。

## 子女
- 白士遜
  - 白君慜（牢州別駕）
  - 白君恕（倉部郎中）
- 白玄範
  - 白仁悊
  - 白仁憲
- 白士通（利州都督）
  - 白志善
    - 白温
      - 白鏻
        - 白季康
          - 白敏中

      - 白鍠
        - 白季庚
          - 白居易
          - 白行簡

        - 白季般
          - 白宇経

## 伝記資料
- 『北斉書』巻40 列伝第32
- 『北史』巻55 列伝第43